# Salsa (film, 1988)
Pour les articles homonymes, voir Salsa (homonymie).
Pour plus de détails, voir Fiche technique et Distribution.
Salsa est un film américain réalisé par Boaz Davidson, sorti en 1988.

## Synopsis
Un jeune danseur se prépare avec trois femmes pour un concours de danse qui doit avoir lieu à Los Angeles

## Fiche technique
- Titre original et français : Salsa
- Réalisation : Boaz Davidson
- Scénario : Boaz Davidson et Eli Tabor
- Photographie : David Gurfinkel
- Montage : Alain Jakubowicz
- Musique : Michael Bishop et Wojciech Kilar
- Production : Yoram Ben Ami
- Pays d'origine : États-Unis
- Format : Couleurs - 1,85:1 - Mono
- Genre : Film romantique
- Durée : 97 minutes
- Date de sortie : 1988

## Distribution
- Robby Rosa : Rico
- Rodney Harvey : Ken
- Magali Alvarado : Rita
- Miranda Garrison : Luna
- Moon Orona : Lola
- Angela Alvarado : Vicki
- Loyda Ramos : la mère
- Valente Rodriquez : Chuey
- Daniel Rojo : Orlando
- Humberto Ortiz : Beto
- Roxan Flores : Nena
- Robert Gould : le patron
- Deborah Chesher : la soeur
- Debra Ortega : la tante
- Renée Victor : la tante
- Joanne Garcia : la serveuse
- Leroy Anderson : lui-même
- Bobby Caldwell : lui-même
- Chain Reaction : lui-même
- Willie Colón : lui-même
- Celia Cruz : elle-même
- Mavis Vegas Davis : lui-même
- Marisela Esqueda : elle-même
- Grupo Latino : eux-mêmes
- La Dimencion : eux-mêmes
- Mongo Santamaria : lui-même
- Kenny Ortega : lui-même
- Tito Puente : lui-même
- Michael Sembello : lui-même
- Germán Wilkins Vélez : lui-même
- The Edwin Hawkins Singers : eux-mêmes

## Distinctions
- Nommé aux Razzie Awards en 1989 :
  - pire révélation (Draco Rosa)